# روب باترسون
روب باترسون (بالإنجليزية: Rob Patterson)‏ هو دي جيه وعازف قيثارة أمريكي، ولد في 9 نوفمبر 1970 في ناتيك في الولايات المتحدة.

## وصلات خارجية
- الموقع الرسمي
- روب باترسون على موقع IMDb (الإنجليزية)
- روب باترسون على موقع ميوزك برينز (الإنجليزية)
- روب باترسون على موقع ديسكوغز (الإنجليزية)